# Бузинова
Бузинова — річка  в Україні, у  Калинівському районі Вінницької області, права притока  Десни (басейн  Південного Бугу).

## Опис
Довжина річки 12 км., похил річки — 3,4 м/км. Формується з багатьох безіменних струмків та водойм. Площа басейну 46,9 км².

## Розташування
Бере  початок на південному заході від Червоного Степу.Тече переважно на південний схід через Чернятин та Кіровку і впадає у річку Десну, ліву притоку Південного Бугу. 